# 南九州
南九州（）は、九州のうち南部に位置する地域の呼称である。北九州を北部九州や九州北部と称することにならって、もしくは鹿児島県南九州市との区別のために南部九州や九州南部と言う場合もある。

## 南九州の地域区分
九州を南北に分割する区分はしばしば用いられ、二分する場合は北九州（北部九州、九州北部）と南九州（南部九州、九州南部）、三分する場合はこれに中九州（中部九州、九州中部）が加わる。
最も一般的な範囲は宮崎県と鹿児島県を合わせた地域
とされるが、地域区分の境界は明確ではない。このため、南九州という言葉の用法も行政組織や民間企業などの所掌によってさまざまであり、後述のとおり必ずしも両県のみで構成されるとは限らない。

### その他の範囲
- 行政組織や民間企業における区分
  - 地方制度調査会による「道州制のあり方に関する答申」の13道州案[3]や国土交通省による日本の14地域区分[4]、一部の行政組織の管轄区域においては、上記2県に熊本県を含めた3県を南九州（管轄区域）としている[注釈 2]。また、民間企業においてもこの3県を担当区域としているものが数多く存在している。
  - 一部の行政組織や民間企業において、熊本県・大分県を含めた4県を管轄・担当区域としている[注釈 3]。
  - 沖縄県の全域を含めて同一管轄・担当区域としている場合も稀にある。
- 交通網では八代市以南を南九州と呼ぶことがある。南九州西回り自動車道・肥薩線・肥薩おれんじ鉄道線がこれにあたる。
- 学術的な区分
  - 地質学などにおいては、臼杵 - 八代構造線（中央構造線）より南側の領域を指す。この場合、上記2県のほか熊本県南部の人吉市や水俣市ほか周辺の郡部および大分県南部の佐伯市や豊後大野市を含める。
  - 考古学などにおいては、九州の南北で文化的な違いがみられる場合にその南側の領域を指す場合に用いられる。

### 南九州を含む名称一覧

#### 行政
南九州市（2007年（平成19年）12月1日に、鹿児島県の揖宿郡頴娃町、川辺郡知覧町、川辺町の3町が合併して発足。

#### 公共機関
- 南九州大学（所在地：宮崎市）
- 南九州大学短期大学部（所在地：宮崎市）
- 国立病院機構南九州病院（所在地：鹿児島県姶良市）

#### 組織
- 南九州信用金庫協会 （所在地：熊本市中央区。管轄エリア：熊本県、大分県、宮崎県、鹿児島県）
- 南九州税理士会（所在地：熊本市中央区。管轄エリア：熊本県、大分県、宮崎県、鹿児島県）
- 日本公認会計士協会南九州会（所在地：熊本市中央区。管轄エリア：熊本県、大分県、宮崎県、鹿児島県）
- 南九州交通共済協同組合（所在地：熊本市東区。管轄エリア：熊本県、宮崎県、鹿児島県）

#### 企業

##### 現存企業
- 南九州マルヰ（所在地：熊本市東区。担当エリア：熊本県、宮崎県）
- 南九州ビバレッジサービス（所在地：熊本市南区。）
- 南九州月星（所在地：熊本市東区。）
- 南九州イエローハット（本社：熊本市中央区。担当エリア：熊本県、宮崎県）
- 南九州ニチダン（所在地：熊本市西区。）
- クリクラ南九州（本社：熊本県上益城郡嘉島町。担当エリア：熊本県、宮崎県、鹿児島県）
- 南九州コンクリート（本社：熊本県八代市。）
- ナンキュー（旧社名・南九州ブロイラー。本社：熊本県八代市。）
- 南九州酒販（本社：鹿児島市。担当エリア：鹿児島県、熊本県水俣市。）
- 南九州センコー（本社：熊本県水俣市。）
- 南九州スバル（本社：鹿児島市。担当エリア：宮崎県、鹿児島県）
- 南九州日野自動車（本社：鹿児島市。担当エリア：宮崎県、鹿児島県）
- 南九州マツダ（本社：鹿児島市。担当エリア：熊本県、宮崎県、鹿児島県）
- 南九州ファミリーマート（本社：鹿児島市。担当エリア：宮崎県、鹿児島県）
- ローソン南九州（本社：鹿児島市。担当エリア：鹿児島県。）
- 南九州ケーブルテレビネット（本社：鹿児島県霧島市）
- 南九州新聞社（本社：鹿児島県鹿屋市。担当エリア：鹿児島県大隅半島）
- 南九州沖縄クボタ（本社：鹿児島県霧島市。担当エリア：宮崎県、鹿児島県、沖縄県）
- ホシザキ南九（旧社名：南九州星崎）（本社：鹿児島市。担当エリア：熊本県、宮崎県、鹿児島県および中津市・日田市を除く大分県）

##### かつて存在した企業
- ホンダ四輪販売南九州（解散）（旧ホンダ四輪販売南九州＋旧ホンダカーズ熊本）（本社：熊本市中央区。担当エリア：熊本県、宮崎県、鹿児島県）
- 南九州ペプシコーラ販売（解散）（本社：熊本市中央区。担当エリア：福岡県大牟田市、熊本県、大分県、宮崎県、鹿児島県）
- 南九州コカ・コーラボトリング（解散）（本社：熊本市南区。担当エリア：熊本県、大分県、宮崎県、鹿児島県）
- いすゞ自動車南九州（解散）（本社：鹿児島市。担当エリア：熊本県、宮崎県、鹿児島県）
- 南九州サンクス（解散）（本社：鹿児島市。担当エリア：熊本県、鹿児島県）

#### 支店・支社ほか
- 信金中央金庫南九州支店 （所在地：熊本市中央区。担当エリア：熊本県、大分県、宮崎県、鹿児島県）
- NTTファイナンス南九州支店 （所在地：熊本市中央区。担当エリア：熊本県、宮崎県、鹿児島県）
- NTT・TCリース南九州支店 （所在地：熊本市中央区。担当エリア：熊本県、宮崎県、鹿児島県）
- 日清医療食品南九州支店 （所在地：熊本市中央区。担当エリア：熊本県、大分県、宮崎県、鹿児島県）
- 東芝テック南九州支店 （所在地：熊本市南区。担当エリア：熊本県、宮崎県、鹿児島県、沖縄県）
- 日本新薬南九州支店 （所在地：熊本市中央区）
- 産経新聞西部本部南九州支局 （所在地：熊本市中央区）
- あんしん財団南九州支局 （所在地：熊本市中央区。担当エリア：熊本県、宮崎県）
- リコーリース南九州・沖縄支店 （所在地：熊本市中央区。担当エリア：熊本県、宮崎県、鹿児島県、沖縄県）
- 積水ハウス不動産九州南九州営業所（所在地：熊本市中央区。担当エリア：熊本県、鹿児島県）
- アジア航測南九州支店 （所在地：熊本市中央区）
- 電源開発南九州電力所 （所在地：熊本県人吉市）
- 全農チキンフーズ南九州支店 （所在地：宮崎県都城市）
- 日本政策投資銀行南九州支店 （所在地：鹿児島市。担当エリア：宮崎県、鹿児島県、沖縄県）
- 住友商事九州南九州支店 （所在地：鹿児島市。担当エリア：宮崎県、鹿児島県、熊本県の一部。）
- セノン南九州支社 （所在地：鹿児島市）
- ニチレイフーズ南九州支店 （所在地：鹿児島市）
- アサヒビール九州支社南九州第一・第二支店 （所在地：鹿児島市、担当エリア：熊本県、宮崎県、鹿児島県。）
- 三菱重工エンジンシステム九州支社南九州支店 （所在地：鹿児島市。担当エリア：鹿児島県、熊本県の一部。）
- あなぶき興産九州支社南九州支店 （所在地：鹿児島市。担当エリア：宮崎県、鹿児島県）
- 鴻池組南九州支店 （所在地：鹿児島市。担当エリア：宮崎県、鹿児島県、沖縄県）

#### その他
- 南九州駅伝競走大会（毎年2月に開催される駅伝競走大会。えびの市真幸地区をスタートとし、都城市役所をゴールとする）
- 日本テレビ系、全国高等学校クイズ選手権の南九州大会（2006年（平成18年） - は熊本県、宮崎県、鹿児島県の3県で行われている。大会協力局はくまもと県民テレビ（本社所在地・熊本市中央区 。）
- 毎日新聞南九州地域総合版 - 2019年より熊本・宮崎（県北地域除く）・鹿児島各県の地方版を統合して新規発行となった。
- SUNQパス南部九州版 - 2018年より熊本・宮崎・鹿児島各県の路線バスに使用可。

### 九州の南側を管轄する組織一覧
- 九州防衛局熊本防衛支局（所在地：熊本市東区、管轄エリア：熊本県、宮崎県、鹿児島県）
  - 宮崎防衛事務所
  - 鹿児島防衛事務所
- 陸上自衛隊西部方面隊第8師団（所在地：熊本市北区、管轄エリア：熊本県、宮崎県、鹿児島県および大分県の一部）
- 九州財務局（所在地：熊本市西区。管轄エリア：熊本県、大分県、宮崎県、鹿児島県）
- 熊本国税局（所在地：熊本市西区。管轄エリア：熊本県、大分県、宮崎県、鹿児島県）
- 福岡高等裁判所宮崎支部（所在地：宮崎市、管轄エリア：大分県佐伯市、宮崎県、鹿児島県）
- 第十管区海上保安本部（本部：鹿児島市。管轄エリア：宮崎県、鹿児島県および有明海上を除く熊本県）
- 鹿児島地方気象台（福岡管区気象台から管轄業務の一部を委ねられている。所在地：鹿児島市、委託範囲：宮崎県、鹿児島県）

## 地理
広い平野がある程度連続している北九州、中九州とは異なり、これらと南九州との間には九州山地が国見山地から祖母山系まで連なって横たわり、古代以前の交通の要路は海運であった。宮崎平野、大隅平野、国分平野や川内平野、出水平野が散在するほかは山がちであり、都城盆地、小林盆地や人吉盆地、大口盆地が散在する。
北部九州との陸路の交通路の要衝は、九州山地を越えて最初の平地であり、東九州軸（日向街道）では延岡、熊本と延岡を結ぶ日向往還では高千穂、「山回り」（人吉街道）では人吉、「海回り」（薩摩街道）では水俣などである。
これらの玄関口の内、高千穂は軍事的要衝としての意義は強かったが、九州山地の山深くであり南九州の主要な平地である国分平野から遠いため、薩摩にとって最も重要な玄関口は「人吉」であった。西都原には古墳群があり、のちに国府も置かれている。古墳時代の「表日本」は、対馬海流域の日本海側なので、日本という国の玄関であった出雲地域に古墳群があるが、その他、平野や盆地の玄関口の地域に多く分布している。

## 文化
ニニギノミコトや神武王（ → 神武東征）といった日本神話や、邪馬台国に登場する熊襲や隼人などの勇猛な一族の説話に登場する市町村が多く、大宰府などがアジア大陸文化の窓口となった北部九州とは一線を画している。山間部には、平家落人伝説が残る山村（隠田百姓村）が多い。
古来から「貝の道」として南島（奄美群島、琉球諸島など）との交易関係は深く、土器と引替えに、装身具または資材としての貝殻（ゴホウラやヤコウガイ）を多く取引していた。
南九州を支配下においた島津氏は琉球侵攻により琉球王国を服属させると、南島の文化が多く流入した。食文化、地名など、他の地方とは異なる、南島と共通の文化も持っている。サツマイモはフィリピンから中国を経て17世紀初頭頃に琉球諸島に伝来、それが18世紀頃に南九州に伝来、やがて日本全国に広まった。薩摩揚げは、中国から伝わった琉球料理「チキアギ」が鹿児島に定着し広まったものである。
南九州において昭和30年代頃まで存在していた古い民家は母屋と別棟が隣接した構造を呈しており、これは南西諸島にみられる母屋と別棟が離れた構造と、北部九州にみられるカギ型構造との中間であるとされる。また、田植祭における足耕と呼ばれる風習や、江戸時代中期に薩摩藩で始まった棒踊りもその起源を南西諸島に求めることができる。

## 産業
熊本県を含めたいわゆる「南九州3県」の合計面積が日本の6.5パーセントを占めているのに対し、工業製品出荷額は1.9パーセントを占めるに過ぎない。その一方で農業農産物出荷額は11.5パーセントを占めており、日本における重要な食糧供給地の一つとなっている。特に畜産、柑橘類、茶、タバコ、イグサの産地を多く抱える。
畜産については、特に肉用牛の飼育が北海道に続いて鹿児島県が2位、宮崎県が3位、熊本県が4位となっており、またブロイラーの飼育も鹿児島県が1位、宮崎県が2位となっている。
クルマエビの養殖が盛んであり、沖縄県、鹿児島県、熊本県で日本の生産量の大半を占める。

## 歴史
ここでは南九州の歴史について述べる。南九州の歴史については、おおむね鹿児島県と宮崎県を合わせた地域について述べられることが多いが、広義で人吉・球磨地域や水俣・芦北地域で組まれる熊本県南地域や天草諸島を含めて述べられることもある。九州全域の歴史については九州の歴史、鹿児島県の歴史については鹿児島の歴史、宮崎県の歴史については宮崎県の歴史、熊本県南地域および天草諸島の歴史については熊本県の歴史を参照すること。
縄文時代の南九州には、上野原遺跡をはじめとして掃除山遺跡や奥ノ仁田遺跡など、多様な生活遺構を含む遺跡が分布しており、日本列島における縄文文化の先駆けになったと考えられている。しかしながらこの高度な縄文文化は約7300年前に鬼界カルデラで起きた大噴火によって消失してしまった。
弥生時代には、中期後半から後期にかけて、宮崎県南部や鹿児島県東部を中心に花弁形竪穴建物と呼ばれる特徴的な竪穴建物が建築される。
古墳時代の南九州は、5世紀 - 6世紀頃にはヤマト王権と活発な交流を持ち、宮崎県では生目古墳群や西都原古墳群などが出現し、鹿児島県でも大隅地方に唐仁古墳群や塚崎古墳群などの大古墳群が多く造営されたが、律令体制が導入される7世紀後半頃から、当地住民の一部は大隅隼人、阿多隼人（薩摩隼人）などと呼ばれるようになった。南九州の行政区分として7世紀にまず日向国が設立され、8世紀に日向国から薩摩国と大隅国がそれぞれ分離設立された。しかしながら南九州はシラスなど火山灰質の土地が多く畑作が優勢であったため、稲作を制度の基礎としたヤマト王権と対立し、ついには720年（養老4年）、隼人の反乱と呼ばれる地域紛争に発展した。
中世に入ると鎮西平氏が肥前を拠点に南九州へと進出、薩摩平氏一門河邊氏が栄える。大規模な荘園島津荘（都城盆地）の開墾と共に、南島や大宰府との交易で栄えた。室町時代、14世紀頃には地頭職島津氏が南九州へ下向、本格的な足場作りを始める。南北朝時代では南朝方についた薩摩平氏ほか薩摩・大隅の土着国人らが島津氏と激しく争い、これらを臣従させる。その後も島津氏は一族や肝付氏、禰寝氏や種子島氏など周辺国人との争いを繰り広げながらやがて薩摩国、大隅国、日向国の守護を務め南九州を支配下に治める。戦国時代には九州全域に影響力を及ぼすまでになったが、1587年（天正15年）、羽柴秀吉の九州征伐によって領地を薩摩国、大隅国、および日向国の一部に制限された。1876年（明治9年）8月21日には薩摩国、大隅国、日向国を合わせた領域が「鹿児島県」とされたが、後に分県運動が起き、1883年（明治16年）5月9日に宮崎県が分割された。

## 地形・地質
地質学（地形学）においては九州を北部九州、中部九州、南部九州に三分する分類が用いられる。南部九州（南九州）は臼杵 - 八代構造線（中央構造線）より南側の領域を指し、西南日本弧外帯に属する。
南九州はフォッサマグナの西側から続く西南日本弧の地形と台湾付近から続く南西諸島の地形が交錯する部分にあたり、これに加えて多くの火山性地形を持つ複雑な様相を呈している。基盤となる地層は古生代から鮮新世にかけて形成された地層群であり、秩父帯、四万十層群および宮崎層群に分けられる。
南九州北部を構成する九州山地は北東 - 南西方向に延びる帯状の地質構造を持ち、北東に隣接する四国山地の延長をなしている。この帯構造は南九州中央部付近で屈曲し南北方向へと向きを変え南西諸島へと延長される。屈曲構造は複雑であり出水山地付近の「北薩屈曲」、人吉盆地北東部の「人吉屈曲」、宮崎平野西部の「野尻屈曲」などが複合している。かつてはおおむね一直線上に並んでいた山脈が日本海と沖縄トラフの拡大によって折り曲げられ、屈曲点を境にして南部が東へ向かってずれるように移動しているためにこのような構造となっている。
南九州の西部には多くの火山が分布しており、活動時期は西から東へ進むにつれて新しくなる傾向がある。これら火山群の東端にあたる鹿児島湾を中心として「鹿児島地溝」と呼ばれる地溝が南北に延び、これに沿って「南九州火山群」と呼ばれる火山列が連なっている。この火山列には霧島山や桜島などの活火山や大規模噴火を特徴とするカルデラが並んでおり、溶結凝灰岩やシラスなど火山噴出物を起源とする厚い地層がカルデラから数十キロメートル離れた地域にまで広がっている。火山列は南方海上にまで延びており南西諸島のトカラ列島へと続いている。

### 南九州の地形区分
- 九州山地
  - 人吉盆地
  - 五ヶ瀬川河谷
- 南九州南東部山地
  - 鰐塚山地
  - 高隈山地
  - 肝属山地
  - 屋久島
  - 種子島
- 南九州東部平野
  - 諸県丘陵
  - 宮崎平野
  - 都城盆地
  - 肝属平野
  - 鹿屋丘陵
- 南九州火山群
  - 加久藤盆地
  - 小林盆地
  - 霧島山
  - 国分平野
  - 姶良平野
  - 鹿児島湾
  - 桜島
  - 姶良カルデラ
  - 阿多カルデラ
  - 鬼界カルデラ
- 南九州西部山地
  - 肥薩火山群
  - 出水山地
  - 出水平野
  - 大口盆地
  - 北薩火山群
  - 揖宿山地
  - 鹿児島湾西岸丘陵・低地
  - 南薩火山群
  - 黒島
- 南部九州大陸棚
  - 日向灘大陸棚
  - 大隅海峡大陸棚
  - 種子島海峡周辺大陸棚
  - 甑海峡大陸棚

## 交通網

### 鉄道・軌道
- 九州新幹線
- 日豊本線
- 吉都線
- 日南線
- 鹿児島本線
- 肥薩線
- 指宿枕崎線
- 肥薩おれんじ鉄道
- くま川鉄道
- 鹿児島市交通局

### 主な道路
- 九州自動車道
- 南九州西回り自動車道
- 東九州自動車道
- 宮崎自動車道
- 九州中央自動車道
- 指宿スカイライン
- 国道3号
- 国道10号
- 国道58号
- 国道220号
- 国道221号
- 国道225号
- 国道226号
- 国道267号
- 国道268号
- 国道328号
- 国道504号

### 港湾
- 鹿児島港
- 川内港
- 志布志港
- 名瀬港
- 宮崎港
- 油津港
- 細島港
- 牛深港
- 水俣港

### 主な空港
- 宮崎空港
- 鹿児島空港
- 奄美空港